# Rock et Rolland
Rock et Rolland est une série télévisée humoristique québécoise en 31 épisodes de 23 minutes créée par Sylvain Roy et diffusé entre le 19 janvier 2010 et le 29 mai 2013 sur le réseau TVA.

## Synopsis
Rock l’aventurier aime les VR… Rolland l’écolo préfère les vélos…
Rock joue en Bourse… Rolland joue plutôt au Scrabble…
Rock fonce et réfléchit après… Rolland, lui, réfléchit toujours avant! Comment deux gars avec des personnalités aux antipodes peuvent-ils devenir en même temps les meilleurs amis du monde?

## Distribution

### Le clan Roy
- Michel Barette : Rock
- Sylvie Potvin : Nicole
- Pierre-François Legendre : Martin
- Julie Deslauriers : Sophie

### Le clan Hébert
- Julien Poulin : Rolland
- Isabelle Vincent : Françoise
- Mathieu Handfield : Félix

### Personnages épisodiques
- Sophie Bourgeois : Josée
- Luc Senay : Jean
- Lorne Brass : Smith
- Patrice Coquereau : Dr Blackburn
- Marc Legault : Réal
- Isabelle Brouillette : Martine
- Micheline Lanctôt : Micheline
- Amélie Bernard : Karine
- Madeleine Péloquin : Une altermondialiste
- Jean-François Mercier : Gros Sauriol
- Igor Ovadis : Serguei
- Jean Petitclerc : Barbeau
- Marie Turgeon : Claudine
- Jean-Nicolas Verreault : Valcourt
- Sylvie Moreau : Nova
- Rodger Brulotte : Rodger Brulotte
- Lise Roy : Anne-Marie Richard
- Stéphane Demers : Christian Berson
- Norman Helms : JC De Grandpré
- Sophie Cadieux : Océane
- Benz Antoine : Douanier bête
- Jean-François Nadeau : Poète slameur
- Gaston Caron : Robert Roy
- Marie-Chantal Renaud : Cliente 1
- Patrick Brosseau : Livreur
- André-Anne Leblanc : Infirmière
- Joseph Bellerose : René Roy
- Manuel Figueroa : Mariachis 1
- Marcos Figueroa : Mariachis 2
- Raul Anton Viurquis : Mariachis 3
- Stéphane Franche : Journaliste
- Eddy King : Moumba
- James Murrey : Sergent Matthew
- Hervé Desbois : Richard Roy
- Dominique Denis : Roger Roy
- Louis-Philippe Tremblay : Gars masques à gaz
- Luc St-Denis : Vincent Jones
- Garry Gagnon : Caméraman
- Maxime Hébert : Caméraman libraire
- Howard Brownrigg : Golfeur
- Josée Lamontagne : Joggeuse
- Alexis Duceppe : Perchiste
- André Lanthier : Entrepreneur
- Vincenzo Arnone : Photo Yuri 30 ans

## Fiche technique
- Idée originale : Sylvain Roy
- Auteurs : Pascal Lavoie, Benoît Pelletier, Pierre Michel Tremblay, Marc Robitaille, Martin Forget, Louise Roy
- Script-éditeurs : Sylvain Roy et Joanne Arseneau
- Réalisateur et producteur associé : Sylvain Roy
- Productrice : Martine Allard
- Société de production : Juste Pour Rire TV Inc.

## Épisodes
- La première saison de dix épisodes a été diffusée du 19 janvier au 23 mars 2010.
- La deuxième saison de dix épisodes a été diffusée du 23 janvier au 26 mars 2012.
- La troisième saison de onze épisodes a été diffusée du 9 janvier au 29 mai 2013.